# The House of the Dead 2
The House of the Dead 2 — видеоигра в жанре рельсового шутера, разработанная Wow Entertainment и выпущенная компанией Sega в 1998 году, сиквел игры The House of the Dead. Оригинал вышел на аркадных автоматах, позже появились порты для Sega Dreamcast, Windows, Xbox (как бонус в The House of the Dead III) и Wii (как часть сборника The House of the Dead 2 & 3 Return).

## Игровой процесс
Игровой процесс хоть и получил несколько дополнений, но в основном остался прежним. Игроку необходимо отстреливать встречающихся ему монстров, попутно спасая горожан и находя всевозможные бонусы. Также игрок волен менять маршрут при некоторых условиях (спасая или не спасая горожан, отстреливая замки и рубильники и прочее). Как и раньше, основными противниками являются зомби, однако в данной игре их численность заметно возросла. Также в игре присутствуют боссы, которых, как и раньше, нужно уничтожать лишь попадая по их слабым местам.
Из нововведений можно отметить несколько вещей. Первое: новый режим — «Training Mode». В данном режиме игроку представлены несколько небольших заданий, которые должны помочь ему развить навыки игры (типа «убей всех монстров, имея лишь 30 патронов» или «спаси всех горожан»). Также в игру добавили возможность выбора бонусов (в одном из режимов игры). Это может быть как бонусная жизнь, так и новое оружие.

## Сюжет
Действие происходит 26 февраля 2000 года — спустя 2 года после событий в особняке Кьюриена. Агент AMS, Джи, отправляется в Венецию, чтобы встретиться с Калебом Голдманом — главой «DBR Corporation», который также причастен к инциденту в особняке. Однако во время его приезда Голдман выпускает результаты своих опытов на волю. В итоге вся Венеция погружается в хаос, а связь с Джи прерывается. Для выяснения обстоятельств, на место отправляются четыре агента: Джеймс Тейлор, Гэри Стюарт, Эми Кристал и Хэрри Хэррис. Вместе они проходят опасный путь, который приводит их к «сердцу» всего происходящего — огромной башне «DBR Corporation».

### Концовки
В игре имеется несколько концовок:
- Хорошая концовка: агенты покидают башню, но на выходе их встречает Томас Роган, который говорит им, что «пора отправляться на новый бой».

Чтобы получить эту концовку, нужно заработать как минимум 80000 очков.
- Нормальная концовка: агенты покидают башню. На выходе их встречают выжившие горожане, а также живые агенты и сам Голдман.

Чтобы получить эту концовку, нужно заработать менее 80000 очков, а количество «продолжений» должно быть не более 10.
- Плохая концовка: агенты покидают башню, но на выходе они встречают Голдмана, превратившегося в зомби. Джеймс произносит: «Голдман!». На фоне надписи «END» раздается выстрел.

Чтобы получить эту концовку, нужно заработать менее 80000 очков, а количество «продолжений» должно быть более 10.

## Платформы
С игровых автоматов игра была портирована на Windows, Xbox, Dreamcast и Wii (как составляющая сборника The House of the Dead 2 & 3 Return).

## Оценки
| Сводный рейтинг | Сводный рейтинг |
| Агрегатор       | Оценка          |
| --------------- | --------------- |
| GameRankings    | 76,78 %         |